# Josef Rambo
Josef Rambo (* 1898 in Oberhausen; † nach 1950) war ein sächsischer Politiker (Ost-CDU), Abgeordneter im Sächsischen Landtag und Vizepräsident der Provisorischen Volkskammer.

## Leben
Josef Rambo leistete ab 1916 Kriegsdienst im Ersten Weltkrieg. Nach dem Krieg arbeitete er ab 1919 als Zugabfertiger, Bürovorsteher, Buchhalter und Versicherungskaufmann. Von 1925 bis 1945 war er Leiter der Geschäftsstelle Leipzig der Gothaer Lebensversicherungsbank.
1945 gehörte er zu den Gründungsmitgliedern der CDU in Leipzig und wurde Geschäftsführer des CDU-Bezirksverbandes Leipzig. 1946 wurde er Direktor der Leipziger Emissions- und Girobank. Bei der Kommunalwahl 1946 wurde er in die Leipziger Stadtverordnetenversammlung gewählt. Er galt als informeller Mitarbeiter des sowjetischen Geheimdienstes MGB und von der SMAD gesteuert. Im Januar 1949 erhielt er das Amt des zweiten Bürgermeisters von Leipzig und war im Magistrat für das Dezernat Arbeit und Sozialfürsorge verantwortlich, das vorher Oberbürgermeister Erich Zeigner verwaltet hatte. Die CDU hatte für dieses Amt (als Nachfolger von Ernst Eichelbaum, der 1948 nach Westdeutschland geflüchtet war) Walter Hlawaczek vorgeschlagen. Gewählt wurde stattdessen aber Josef Rambo. Im November 1949 wurde er in die neugeschaffene Revisionskommission der CDU gewählt.
Am 18. Januar 1950 wurde er Mitglied der Provisorischen Volkskammer (Nachfolger des erkrankten Ludwig Kirsch) und am 22. Februar 1950 dort Vizepräsident (Nachfolger von Hugo Hickmann). Mit dem Sturz Hickmanns machte er einen Karrieresprung. Im Mai 1950 wurde er Präsident des Verwaltungsgerichtes Sachsen und rückte in den Landtag nach. Auf dem Landesparteitag der sächsischen CDU vom 23. bis 26. Juni 1950 in Dresden wurde er in der Nachfolge Hickmanns zum Landesvorsitzenden der CDU gewählt. Um sicherzustellen, dass Rambo gewählt würde, wurde die Wahl offen durchgeführt.
Nach wenigen Monaten im Amt setzte sich Rambo am 9. September 1950 in den Westen ab. Seine Darstellung, er sei vor der zunehmenden Repression gegen die demokratischen Kräfte in der DDR geflohen, wurde aber in der Öffentlichkeit nicht geglaubt. Das Ostbüro der CDU ging davon aus, dass auch die Flucht im Auftrag des MGB erfolgt sei und lehnte eine Zusammenarbeit mit Rambo ab. Am 12. September 1950 schloss ihn der Politische Ausschuss des Hauptvorstandes der CDU „wegen sittenwidrigen Verhaltens gegenüber weiblichen Angestellten der Partei“ aus der Partei aus.